# Arbre de lave

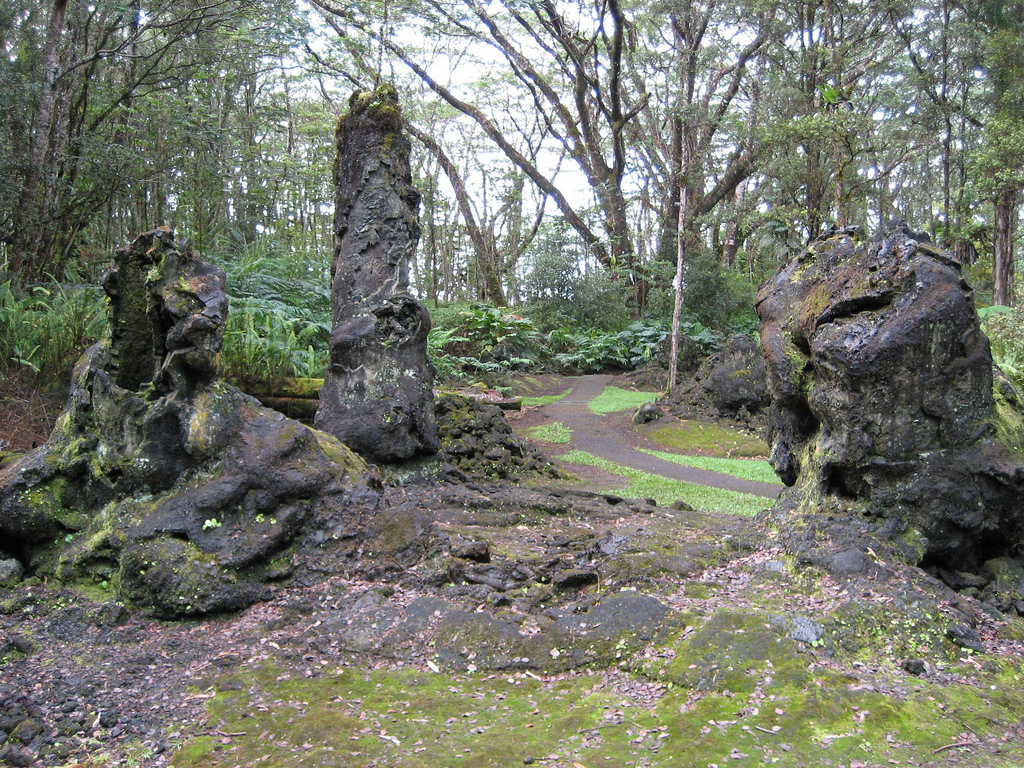
Arbres de lave dans le monument d'État de Lava Tree, à Hawaï, aux États-Unis.

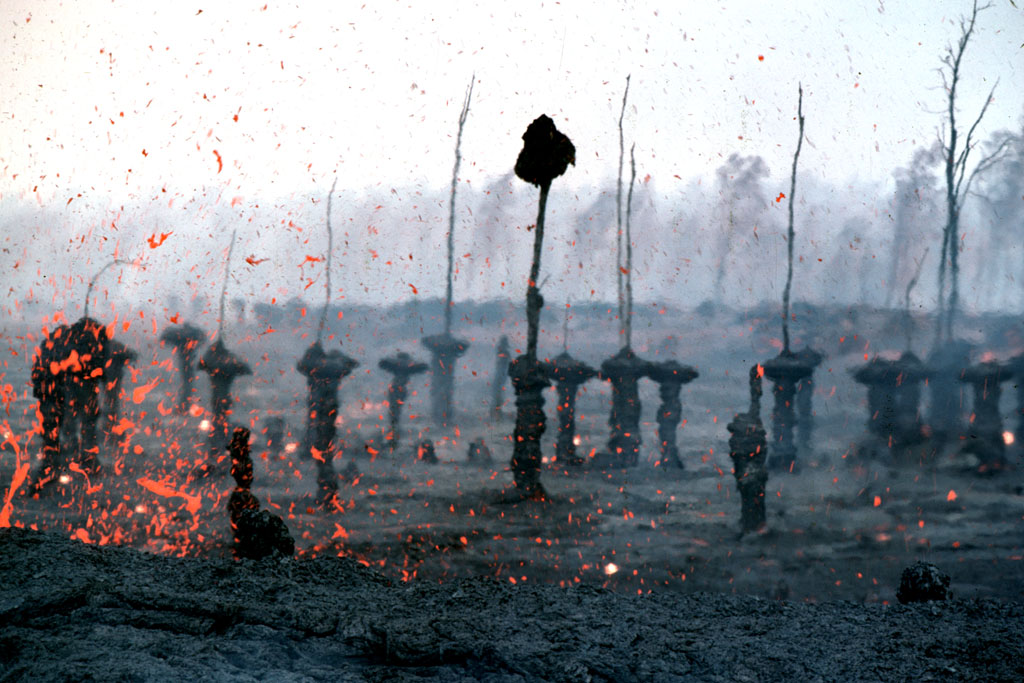
Arbres de lave en formation après le passage d'une coulée de lave du Puʻu ʻŌʻō en 1983 à Hawaï, aux États-Unis.

Un arbre de lave, aussi rencontré sous le nom anglais lava tree, est une formation volcanique qui correspond à un moulage partiel d'un arbre, généralement le bas de son tronc, par de la lave liquide qui se solidifie autour.

## Formation
Au contact de la lave portée à des températures proches ou dépassant le millier de degrés Celsius, l'eau contenue dans les tissus de l'arbre qui se vaporise et les gaz volcaniques libérés par la lave créent une couche assez isolante entre la lave et le tronc pour que celui-ci se consume alors assez lentement pour que la lave durcie conserve l'empreinte du végétal,. Pour qu'un arbre de lave se forme, il faut que la lave mise en jeu soit très fluide, basaltique généralement de type pāhoehoe mais parfois de type ʻaʻā, que les arbres soient suffisamment épais pour résister à son passage, que ce passage dure suffisamment longtemps pour qu'une couche de lave durcie se forme autour du tronc mais que le niveau de la lave baisse avant que l'arbre ne soit totalement consumé, ce qui détruirait l'arbre de lave en formation.

## Légende
Dans la mythologie hawaïenne, les arbres de lave sont créés pour la première fois par la déesse Pélé. Perdant une course de hōlua contre un chef de Puna, elle se venge en déversant sur lui un flot de lave, le transformant en pilier de pierre. Les autres chefs hawaïens et les spectateurs de la course, trop proches de la colère de Pélé, sont eux aussi pris dans la coulée et changés en monolithes.